# 5739 (année hébraïque)
5739 (hébreu : ה'תשל"ט , abbr. : תשל"ט) est une année hébraïque qui a commencé à la veille au soir du 2 octobre 1978 et s'est finie le 21 septembre 1979. Cette année a compté 355 jours. Ce fut une année simple dans le cycle métonique, avec un seul mois de Adar. Ce fut la sixième année depuis la dernière année de chemitta.
En l'an 5739, l'État d'Israël a fêté ses 31 ans d'indépendance.

## Calendrier
Ce calendrier hébraïque de l'année 5739 donne les correspondances avec les dates du calendrier grégorien.
Le premier nombre dans chaque case correspond au jour du mois hébraïque. Les jours en couleurs sont des jours remarquables juifs ou israéliens.
| ◄◄ | 5739 | ►► |

## Événements
- Jimmy Carter doit intervenir, mais ne parvient pas à modifier la nouvelle orientation de l’accord israélo-égyptien qui laisse de côté la question des territoires.
- Traité de paix entre l'Égypte et Israël (Washington) mettant fin à la guerre qui durait depuis 1948[1]. L'Égypte reconnaît l'État israélien, qui évacue le Sinaï.
- Israël restitue officiellement à l'Égypte la ville d'El Arich, capitale du Sinaï, en application des accords de Camp David. Pour sortir de l’impasse, la question des territoires jordaniens et syriens occupés par Israël est occultée, ainsi que les problèmes des implantations de colons juifs en Cisjordanie et à Gaza, du statut ultime de Jérusalem et de l’autonomie palestinienne. La coalition arabe anti-israélienne perd sa principale force militaire.
- Les pourparlers sur l’autonomie palestinienne reprennent entre l'Égypte et Israël en même temps que le retrait israélien du Sinaï (1979-1982).

## Naissances
- Dror Hagag
- Yehuda Levi
- Salim Toama

## Décès
- Golda Meir
- Ali Hassan Salameh
- Dennis Gabor
- Arthur Fiedler
- Joël Teitelbaum